# Biogena utsläpp
Biogena koldioxidutsläpp uppstår när biologiskt material bryts ned, konsumeras av djur och växter eller bränns upp. Detta sker helt naturligt och de naturliga kolflödena, både upptag och utsläpp, är större än den del av kolflödena som människan utnyttjar. Mänskliga aktiviteter påverkar dock de biogena kolflödena. Både genom att till exempel använda biologiskt material till bioenergi, så att det inbundna kolet frigörs och återgår till atmosfären snabbare än det annars hade gjort, men också genom att motverka naturliga skogsbränder, vilket fördröjer utsläpp av biogen koldioxid. Biogena utsläpp bidrar till växthuseffekten. 